# باشگاه فوتبال تاج تهران در فصل ۴۱–۱۳۴۰
باشگاه فوتبال تاج تهران در فصل ۴۱–۱۳۴۰ این فصل، شانزدهمین فصل حضور تیم تاج، که امروزه با نام استقلال شناخته می‌شود در فوتبال ایران بود. تاج در این فصل تنها در جام باشگاه‌های تهران و چند دیدار دوستانه شرکت کرد.

## پیش زمینه
این فصل در حالی آغاز شد که تیم تاج تهران در بهترین دوران خود به سر می‎برد و قهرمانی‎های پیاپی تیم تاج در نیمه دوم دهه سی خورشیدی، این تیم را به عنوان مدعی اصلی رقابت‎ها نشان می‎داد. هرچند که تیم تاج در نهایت عنوان قهرمانی را به دیگر تیم پر قدرت آن سال یعنی تیم دارایی تهران واگذار کرد. لازم به ذکر است که تیم دارایی توانست در این فصل هر دو عنوان قهرمانی جام باشگاه‌های تهران و جام حذفی باشگاه‌های تهران را با هم به دست آورد. در مسابقات جام حذفی باشگاه‌های تهران تیم دارایی با شکست تیم کیان در فینال، قهرمان شد. رقابت‎هایی که بدون حضور تاج و شاهین برگزار شد.

## مرور فصل

### جام باشگاه‌های تهران
این رقابت‎ها در دو مرحله برگزار شد، مرحله نخست در زمستان ۱۳۴۱ و در دو گروه پنج تیمی برگزار شد و از هر گروه دو تیم صعود کردند. مرحله نهایی نیز در بهار سال بعد به صورت دوره‌ای بین چهار تیم صعود کننده برگزار شد. رقابت تنگاتنگ مدعیان، تا روز پایانی ادامه داشت به طوری که در روز آخر این بازیها اگر تیم تاج موفق به شکست دادن تیم دارایی می‌شد می‌توانست بازی‌ها را با قهرمان به پایان برساند ولی برنده روز پایانی تیم دارایی بود که منجر به قهرمانی این تیم نیز در این فصل شد. تیم شاهین به مقام دومی بسنده کرد و تیم  تاج به عنوان بهتری از سومی دست نیافت. تاج در اسفند ۱۳۴۰ و در فاصله بین برگزاری دو مرحله جام باشگاه‌های تهران به خوزستان سفر و با تیم‌های باشگاه‌های اهواز و آبادان بازی کرد. حاصل این بازی‌ها سه پیروزی و یک شکست بود.

## فهرست بازیکنان
بازیکنانی که در این سال برای تیم تاج به میدان رفتند عبارت بودند از: محمد بیاتی، منوچهر طیورچی، اونیک کاراپتیان، حشمت مهاجرانی، حسن حبیبی، محمد رنجبر، عارف قلیزاده، ایرج حاتم، حسین یزدانیان، گارنیک مهرابیان، کامبیز جمالی، رضا زمینی، فتح‎الله حسن‎بیگی، بیوک جدیکار، محمود بیاتی، پرویز کوزه‎کنانی، نادر افشارعلوی، ناصر حاج‎مختار، پرویز ابوطالب، کرم نیرلو، مهدی کشاورز

## بازی‌ها

### جام باشگاه‌های تهران
مرحله اول بازی‌ها
منبع
| ۲۷ بهمن ۱۳۴۰ ۱ | تاج تهران | ۲ – ۰ | سپه تهران | تهران                 |
|                |           |       |           | ورزشگاه: امجدیه تهران |

| اسفند ۱۳۴۰ ۲ | تاج تهران                             | ۶ – ۱ | دیهیم تهران | تهران                               |
|              | کوزه‌کنانی · افشار · مهرابیان · جدیکار |       | کشانی       | ورزشگاه: امجدیه تهران داور: پورامید |

| ۱۱ اسفند ۱۳۴۰ ۳ | تاج تهران | ۲ – ۵   | تهرانجوان                                   | تهران                                  |
|                 | جدیکار    | اطلاعات | کشی پور · صالحی · ثباتی · عسگرزاده · ناشناس | ورزشگاه: امجدیه تهران داور: قائم مقامی |

| ۱۸ اسفند ۱۳۴۰ ۴ | تاج تهران | ۲ – ۱ | شعاع تهران | تهران                                   |
|                 |           |       |            | ورزشگاه: امجدیه تهران داور: داوود نصیری |

مرحله دوم (نهایی) بازی‌ها
| ۲۴ فروردین ۱۳۴۱ ۵ | تاج تهران       | ۲ – ۱   | شعاع تهران   | تهران                               |
|                   | جدیکار ۶۸'، ۷۴' | اطلاعات | ابراهیمی ۵۰' | ورزشگاه: امجدیه تهران داور: پورامید |

| ۲۷ فروردین ۱۳۴۱ ۶                                                | تاج تهران                          | ۳ – ۴   | شاهین تهران                                          | تهران                                   |
|                                                                  | افشار ۲۶' · جدیکار ۴۷' · جمالی ۷۵' | اطلاعات | نوروزی ۶' · دبیرسیاقی ۱۲' · بهزادی ۲۰' · جلال‌پور ۷۴' | ورزشگاه: امجدیه تهران داور: اصغر تهرانی |
| یادداشت: گل پرویز کوزه‌کنانی در دقایق پایانی بازی آفساید اعلام شد |                                    |         |                                                      |                                         |

| ۱۴ اردیبهشت ۱۳۴۱ ۷ | تاج تهران  | ۱ – ۳   | دارایی تهران                      | تهران                               |
|                    | جدیکار ۱۶' | اطلاعات | داویدخانیان ۲'، ۷۳' · زرین‌نام ۸۱' | ورزشگاه: امجدیه تهران داور: دلامالا |

### بازی‌های دوستانه
منبع 
| ۲۹ اردیبهشت ۱۳۴۰ دوستانه ۱ | تاج تهران | ۰ – ۱ | مادوریرا برزیل | تهران                                   |
|                            |           |       | السیدس         | ورزشگاه: امجدیه تهران داور: اصغر تهرانی |

| ۲۵ آبان ۱۳۴۰ دوستانه ۲ | تاج تهران | ۰ – ۱ | اسپارتاک ارمنستان | تهران                                   |
|                        |           |       |                   | ورزشگاه: امجدیه تهران داور: اصغر تهرانی |

| ۲۸ آبان ۱۳۴۰ دوستانه ۳ | منتخب تاج و شاهین              | ۲ – ۰ | مالمو سوئد | تهران                 |
|                        | کوزه‌کنانی ۷۴' · ۸۶' (گل‌به‌خودی) |       |            | ورزشگاه: امجدیه تهران |

| اسفند ۱۳۴۰ دوستانه ۴ | تاج اهواز | ۱ – ۳ | تاج تهران | اهواز |

| اسفند ۱۳۴۰ دوستانه ۵ | کارگر آبادان | ۴ – ۲ | تاج تهران | آبادان |

| اسفند ۱۳۴۰ دوستانه ۶ | تاج آبادان | ۳ – ۵ | تاج تهران | آبادان |

| اسفند ۱۳۴۰ دوستانه ۷ | کلنی آبادان | ۱ – ۶ | تاج تهران | آبادان |

## جدول نهایی باشگاه‌های تهران
| رتبه | باشگاه | بازی | برد | مساوی | باخت | گل‌زده | گل‌خورده | امتیاز |
| ---- | ------ | ---- | --- | ----- | ---- | ----- | ------- | ------ |
| ۱    | دارایی | ۳    | ۲   | ۰     | ۱    | ۵     | ۱       | ۵      |
| ۲    | شاهین  | ۳    | ۲   | ۱     | ۰    | ۷     | ۷       | ۴      |
| ۳    | تاج    | ۳    | ۱   | ۰     | ۲    | ۶     | ۸       | ۲      |
| ۴    | شعاع   | ۳    | ۰   | ۱     | ۲    | ۳     | ۵       | ۱      |

منبع

## سایر ورزشها
- در مسابقات والیبال بانوان باشگاه های تهران، تیم تاج عنوان قهرمانی را کسب نمود.
- تیم دوچرخه سواری تاج عنوان نخست رقابت های قهرمانی باشگاه های تهران را به دست آورد.
- در مسابقات دو و میدانی قهرمانی باشگاه‌های تهران تیم تاج عنوان دومی را کسب نمود.
- در مسابقات شطرنج قهرمانی باشگاه‌های تهران تیم تاج به عنوان قهرمانی دست یافت.
- در مسابقات شنا و شیرجه قهرمانی باشگاه‌های تهران تیم تاج به عنوان قهرمانی دست یافت.
- در مسابقات تنیس روی میز باشگاه‌های تهران تیم تاج به مقام دومی این دوره از مسابقات دست یافت.
- در مسابقات تنیس قهرمانی باشگاه های تهران تیم تاج به عنوان نخست دست یافت.

منبع